# شورای حاکمیت انتقالی
شورای حاکمیت انتقالی (عربی: مجلس السيادة الإنتقالي)این شورا ریاست کشور سودان را برعهده دارد که در ۲۰ اوت ۲۰۱۹ توسط پیش‌نویس اعلامیه قانون اساسی اوت ۲۰۱۹ تشکیل شد. این شورا توسط رئیس عبدالفتاح البرهان در کودتای سودان در اکتبر ۲۰۲۱ منحل شد و ماه بعد با عضویت جدید، دوباره تشکیل شد که عملاً آن را از حکومت وحدت ملی به خونتای نظامی تغییر داد.